# Adam Boqvist
Adam Nils Boqvist (* 15. August 2000 in Falun) ist ein schwedischer Eishockeyspieler, der seit Januar 2025 bei den New York Islanders aus der National Hockey League (NHL) unter Vertrag steht. Zuvor verbrachte der Verteidiger zwei Jahre bei den Chicago Blackhawks, die ihn im NHL Entry Draft 2018 an achter Position ausgewählt hatten, sowie drei Jahre bei den Columbus Blue Jackets und war kurzzeitig für die Florida Panthers aktiv. Sein älterer Bruder Jesper Boqvist ist ebenfalls professioneller Eishockeyspieler.

## Karriere
Adam Boqvist wurde in Falun geboren und wuchs in Hedemora auf. Dort begann er beim ortsansässigen Hedemora SK mit dem Eishockeyspielen, ehe er zur Saison 2015/16 in die Jugend des Brynäs IF wechselte. Für die Mannschaft aus Gävle lief er ab der Spielzeit 2016/17 in der J20 SuperElit auf, der ranghöchsten Juniorenliga Schwedens. Dort erreichte der Abwehrspieler im Folgejahr einen Punkteschnitt von fast 1,0 pro Spiel (24 in 25 Partien), während er sein Debüt für die Herrenauswahl von Brynäs IF in der Svenska Hockeyligan (SHL) gab. Hinzu kamen sieben Partien auf Leihbasis beim Almtuna IS aus der zweitklassigen Allsvenskan.
Im anschließenden NHL Entry Draft 2018 wurde Boqvist an achter Position von den Chicago Blackhawks ausgewählt und wenig später mit einem Einstiegsvertrag ausgestattet. Demzufolge entschloss sich der Schwede zu einem sofortigen Wechsel auf nordamerikanisches Eis, indem er sich den London Knights aus der kanadischen Ontario Hockey League (OHL) anschloss. Diese hatten ihn bereits beim CHL Import Draft des Vorjahres in der zweiten Runde als insgesamt 109. Spieler gezogen. Auch bei den Knights etablierte er sich als Offensivverteidiger, so verzeichnete er 60 Scorerpunkte in 54 Spielen und wurde im OHL Second All-Star Team berücksichtigt. Mit Beginn der Spielzeit 2019/20 wechselte er fest in die Organisation der Blackhawks, die ihn zu Saisonbeginn vorerst bei ihrem Farmteam aus der American Hockey League (AHL) einsetzten, den Rockford IceHogs. Bereits Anfang November jedoch wurde der Verteidiger erstmals nach Chicago berufen und debütierte somit in der National Hockey  League (NHL), wo er in der Folge regelmäßig zum Einsatz kam.
Im Juli 2021 allerdings wurde Boqvist samt jeweils einem Erstrunden-Wahlrecht für die NHL Entry Drafts 2021 (12. Position) und 2022 sowie einem Zweitrunden-Wahlrecht für den Draft 2021 an die Columbus Blue Jackets abgegeben. Im Gegenzug erhielten die Blackhawks Seth Jones, ein Erstrunden-Wahlrecht im Draft 2021 (32. Position) sowie ein Sechstrunden-Wahlrecht für den Draft 2022. Im Juni 2024 bezahlten ihm die Blue Jackets sein verbleibendes Vertragsjahr frühzeitig aus (buy-out). Wenig später fand er in den Florida Panthers einen neuen Arbeitgeber, die ihn als Free Agent unter Vertrag nahmen. Für die Panthers absolvierte der Schwede bis Ende Januar 2025 lediglich 18 Partien und wurde daraufhin auf den Waiver gesetzt, um in der AHL eingesetzt zu werden. Von dort wählten ihn die New York Islanders aus, die damit Boqvists laufenden Vertrag übernahmen.

### International
Erste internationale Erfahrungen sammelte Boqvist im Rahmen der World U-17 Hockey Challenge 2016, wo er mit der schwedischen U17-Auswahl prompt die Goldmedaille gewann. Auf U18-Niveau nahm er an den Weltmeisterschaften 2017 und 2018 teil, wobei das Team 2018 ebenso die Bronzemedaille errang wie in der Zwischenzeit beim Ivan Hlinka Memorial Tournament 2017. Bei der U18-WM 2018 wurde er darüber hinaus als bester Verteidiger des Turniers ausgezeichnet. Für die U20-Nationalmannschaft der Tre Kronor debütierte er schließlich bei der U20-Weltmeisterschaft 2019 und erreichte dort einen fünften Rang. Parallel zu seinen Einsätzen im Juniorenbereich stand Boqvist im April 2018 erstmals bei der A-Nationalmannschaft im Rahmen eines Testspiels auf dem Eis.

## Erfolge und Auszeichnungen
- 2016 Goldmedaille bei der World U-17 Hockey Challenge
- 2017 Bronzemedaille beim Ivan Hlinka Memorial Tournament
- 2018 Bronzemedaille bei der U18-Weltmeisterschaft
- 2018 Bester Verteidiger der U18-Weltmeisterschaft
- 2019 OHL Second All-Star Team

## Karrierestatistik
Stand: Ende der Saison 2024/25

### International
Vertrat Schweden bei:
| - World U-17 Hockey Challenge 2016 - U18-Weltmeisterschaft 2017 - Ivan Hlinka Memorial Tournament 2017 | - U18-Weltmeisterschaft 2018 - U20-Weltmeisterschaft 2019 |

(Legende zur Spielerstatistik: Sp oder GP = absolvierte Spiele; T oder G = erzielte Tore; V oder A = erzielte Assists; Pkt oder Pts = erzielte Scorerpunkte; SM oder PIM = erhaltene Strafminuten; +/− = Plus/Minus-Bilanz; PP = erzielte Überzahltore; SH = erzielte Unterzahltore; GW = erzielte Siegtore; 1 Play-downs/Relegation; Kursiv: Statistik nicht vollständig)